# Haru vart på cirkus
Haru vart på cirkus är en sång från 1968 skriven av Pugh Rogefeldt. Den utgavs som singel samma år och var Rogefeldts skivdebut.
"Haru vart på cirkus" spelades in i Metronome Studios 1968 med Anders Burman som producent. Medverkade gjorde Inge Dahlin på bas. Tekniker under inspelningen var Michael B. Tretow. Låten har senare utgivits på samlingsalbumen Pugh 68–78 (1978) och Pugh Boxen (2004). Den har också spelats in av Siw Malmkvist.

## Låtlista
Alla låtar är skrivna av  Pugh Rogefeldt.
1. "Haru vart på cirkus"
2. "Skölj bort mej"

### Fotnoter
1. 1 2 3  ”"Haru vart på cirkus"”. Svensk mediedatabas. http://smdb.kb.se/catalog/search?q=pugh+rogefeldt+vart+p%C3%A5+cirkus&sort=OLDEST. Läst 19 januari 2013.